# 柯拉河

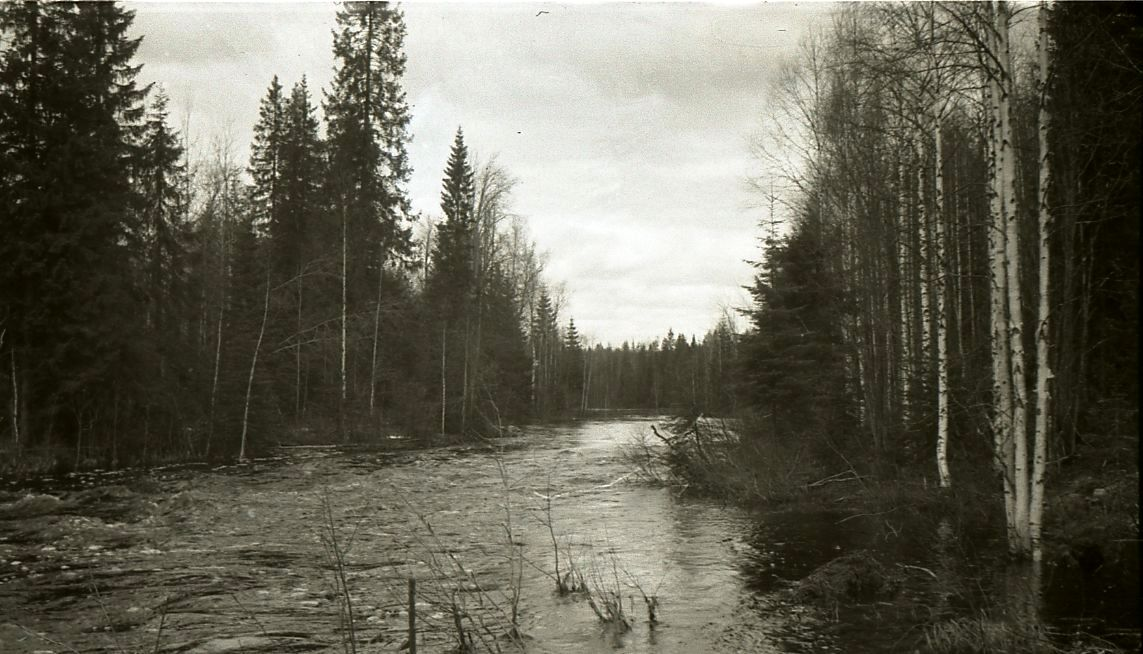

柯拉河是俄羅斯的河流，由卡累利阿共和國負責管轄，河道全長57公里，流域面積245平方公里，是拉多加湖流域的一部分。1939年12月7日至1940年3月13日爆發的柯拉戰役在該河地區發生。